# YUZU 20th Anniversary ALL TIME BEST ALBUM ゆずイロハ 1997-2017
『YUZU 20th Anniversary ALL TIME BEST ALBUM ゆずイロハ 1997-2017』（ゆずいろは）は、日本のフォークデュオ・ゆずの4枚目のベストアルバム。2017年4月26日にセーニャ・アンド・カンパニーより発売された。

## 解説
デビュー20周年を記念した初のオールタイムベストアルバム。ファンやこれまでゆずを聴いてきた人はもちろん、これからゆずを聴く人にとっても最適な、入門編ともいえるCD3枚組・全50曲の内容で、各ディスクを「イ」「ロ」「ハ」に振り分け、リーダー北川悠仁がそれぞれの文字からはじまる“歌の文句”を発案。シングル・アルバム曲問わず、そのフレーズにリンクした楽曲をセレクトし、収録した。
各ディスクの“歌の文句”は「Disc1 イ」が「いくつもの 日々を越えたよ 20年」、「Disc2 ロ」が「路上から 思えば遠くへ きたもんだ」、「Disc3 ハ」が「ハモります いつでもきみは ひとりじゃない」。
本作以前に発表したベストアルバム、『Home [1997-2000]』『Going [2001-2005]』『ゆずのね 1997-2007』『YUZU YOU [2006-2011]』は4作通して重複する曲が一切無いように構成されていたが（「栄光の架橋」はバージョン違いで重複しているが、同一トラックでの重複はない）、今作は『ゆずのね』以外の3作とは重複している曲も少なくない。一方で『YUZU YOU』以後に発表されたシングルのうち「また明日」は収録されていない。
各ディスクの最後には、20周年にふさわしいスペシャルトラックとしてゆずと関わりの深い、いきものがかり、back number、SEKAI NO OWARIの人気アーティスト3組との豪華 ”ゆず楽曲”コラボレーションを収録。「20周年だからこそできる、おもしろいことができないか」という話し合いの中で、ゆずとさまざまな場で親交のある“後輩ミュージシャン”3組とのコラボ案が浮上。ゆず自ら各アーティストにオファーし、3組それぞれが快諾、レーベルの垣根を越えた豪華な共演が実現した。
アートワークはデビュー当時からゆずのファンクラブのマスコットキャラクターとして 絶大な人気を誇っている「ゆず太郎」と、これまでさまざまな作品でゆずのアートワークを手がけてきたアーティスト・ 村上隆、彫刻家・名和晃平、フラワーアーティスト・東信とのコラボレーションで、 それぞれのアーティストが自身の感性と解釈でゆず太郎を表現し、ゆずとアートの集大成となっている。
北川は、当初アルバムタイトルを「ゆずの実」にしようと思っていたが、2016年の東京ドームでの弾き語りライブ「ゆずのみ」の印象が思いのほか強く、同じ言葉はもう使えないと思ったため、改めて考えた中で“イロハ”という言葉がパッと思いついたという。
今作はゆずの作品では初めてのプレイパスサービス対応となっている。
今作を引っさげて東京ドーム、ナゴヤドーム、京セラドーム大阪、福岡ヤフオク!ドームを回る自身初の4大ドームツアー「YUZU 20th Anniversary DOME TOUR 2017 ゆずイロハ」を開催。ナゴヤドームとヤフオク!ドームでのライブは自身初。
今作の発売を記念してゆずデザインのTカードが発行された。
4月28日には『柚子一路唱和 1997-2017 YUZU 20th Anniversary ALL TIME BEST ALBUM』として台湾でも発売されたが、台湾盤にはコラボ曲3曲は収録されない代わりに、「光榮之橋（中文版）」（「栄光の架橋」の中国語版）がDisc1に収録されている。

## チャート成績
発売前日の4月25日付オリコンデイリーアルバムランキングで推定売上枚数69950枚で1位として初登場。これはCDデイリーランキングでの指数表示を推定売上枚数表示とした2009年3月2日付以降のゆずの作品のデイリーランキングの枚数としては最高となった。5月8日付週間ランキングでは17万3431枚を記録し、『二人参客 2015.8.15〜緑の日〜』以来の初登場1位を獲得。初動売上が15万枚を超えたのは『リボン』以来11年ぶりとなった 。これにより『ゆず一家』が最高6位を記録した1998年から20年連続で週間アルバムランキングトップ10入りを達成した。翌週の5月15日付週間ランキングでは2位に後退したが、3週目の5月22日付週間ランキングで再び1位に返り咲いた。返り咲き1位は自身初。月間ランキングでも4月度で自身4作目の1位を獲得した。年間ランキングでは『Home』（2005年度）、『YUZU YOU』（2012年度）の年間13位を上回り、年間順位では自身最高となる12位を記録した。また2016年11月から集計が開始された週間デジタルアルバムランキングでは自身初の1位を獲得した。Billboard JAPANの「Top Albums Sales」の週間ランキングでも初登場1位を記録し、オリコンと同様に3週目に再び1位に返り咲いている。

## 収録曲

### Disc 1 イ
1. 夏色（3:25）
1stシングル
2. 栄光の架橋（5:26）
21stシングル
3. 雨のち晴レルヤ（4:34）
39thシングル1曲目
4. 虹（5:25）
29thシングル
5. 飛べない鳥（4:34）
10thシングル
6. いつか（5:17）
4thシングル
7. 表裏一体（5:38）
40thシングル
8. からっぽ（4:07）
3rdシングル
9. アゲイン2（4:04）
12thシングル
10. 桜木町（4:35）
20thシングル1曲目
11. イロトリドリ（3:24）
配信限定シングル
12. 少年（シングルバージョン）（2:39）
2ndシングル
13. スマイル（3:42）
ミニアルバム『ゆずスマイル』収録曲
14. 嗚呼、青春の日々（4:25）
9thシングル
15. 逢いたい（4:59）
27thシングル
16. 見上げてごらん夜の星を～ぼくらのうた～（5:46）
配信限定シングル
今作で初CD化[1]。
17. イロトリドリ(ゆず×いきものがかり)（3:32）
ボーカルの吉岡聖恵が学生時代に「夏色」をカバーするなど「ゆずさんに憧れて、高校時代に路上ライブをしていた」といういきものがかりとは「イロトリドリ」でコラボ[3]。いきものがかり自身は今作発売前の2017年1月に“放牧宣言”として活動を休止しているが、放牧宣言前の2016年秋から年末にかけレコーディングを行い[3]、そのレコーディング中に実際に撮影されたミュージックビデオも公開された[10]。
オリジナル版の「(山口も)誰?」の部分が「(山下も)穂尊です!」に変更されているなど、歌詞も一部アレンジされている。

### Disc 2 ロ
1. サヨナラバス（3:44）
5thシングル
2. 贈る詩（2:50）
1stシングル「夏色」カップリング曲
このベストアルバムの収録曲の中で唯一カップリング曲の中から収録された。また、過去にリリースされたベストアルバムにはカップリング曲が一曲も収録されていなかった為、カップリング曲の中でこの曲が初めてベストアルバムに収録された。
3. LOVE & PEACH（4:19）
配信限定シングル
4. 恋の歌謡日（4:15）
13thシングル
シングルの発売から15年を経てアルバム初収録[1]。
5. OLA!!（3:27）
42ndシングル
6. ヒカレ（4:36）
41stシングル
7. 桜会(さくらえ)（4:29）
30thシングル1曲目
8. 春風（4:47）
23rdシングル
9. 青（4:28）
15thシングル
10. 雨と泪（3:31）
1stアルバム『ゆず一家』収録曲
11. Yesterday and Tomorrow（4:39）
25thシングル
12. 翔（5:38）
34thシングル
13. 月曜日の週末（2:52）
1stアルバム『ゆず一家』収録曲
14. 3カウント（3:32）
11thシングル
15. よろこびのうた（5:27）
12thアルバム『新世界』収録曲
16. 友達の唄（5:12）
7thシングル
17. サヨナラバス(ゆず×back number)（3:31）
「忘れられぬミュージック」でもコラボしたことのあるback numberとは、ボーカル・清水依与吏が好んで聴いていることを公言していた「サヨナラバス」をバンドセッション[3]。清水は「サヨナラバスの爽やかな切なさが消えないで、でも出来るだけパワフルに伝わるように、まっすぐ演奏して、まっすぐ歌いました」と制作の意図を明かしている[3]。

### Disc 3 ハ
1. with you（5:31）
35thシングル
2. 終わらない歌（3:37）
43rdシングル
3. いちご（4:23）
28thシングル
4. 友 〜旅立ちの時〜（4:38）
38thシングル
5. REASON（5:06）
37thシングル
6. 超特急（4:46）
22ndシングル1曲目
7. うまく言えない（4:41）
8thアルバム『WONDERFUL WORLD』収録曲
8. かける（4:26）
配信限定シングル
9. Hey和（5:22）
33rdシングル
10. センチメンタル（4:53）
6thシングル
11. シシカバブー（4:43）
26thシングル
12. HAMO（4:55）
10thアルバム『2-NI-』収録曲
13. 守ってあげたい（6:16）
39thシングル2曲目
14. ストーリー（4:46）
24thシングル
15. またあえる日まで（3:18）
14thシングル
16. 悲しみの傘(ゆず×SEKAI NO OWARI)（5:27）
ボーカル・Fukaseとギター・Nakajinが仲良くなったきっかけがゆずだったというSEKAI NO OWARIとは、「悲しみの傘」で共演[3]。Fukaseは「このコラボレーションがどんなにミラクルな出来事か、計り知れません」と感激[3]。

## 演奏
イロトリドリ／ゆず×いきものがかり
- 蔦谷好位置：Programming & All Other Instruments
- 吉岡聖恵：Vocal & Chorus
- 水野良樹、山下穂尊：Chorus
- 佐々木貴之：Additional Acoustic Guitar
- 岩澤駿：Tambourine

サヨナラバス／ゆず×back number
- 清水依与吏：Vocal & Electric Guitar
- 小島和也：Electric Bass
- 栗原寿：Drums

悲しみの傘/ゆず×SEKAI NO OWARI
- 釣俊輔：Acoustic Guitar, Programming & All Other Instruments
- Fukase：Vocal & Chorus
- Nakajin：Acoustic Guitar, Mandolin, Chorus
- Saori：Acoustic Piano
- DJ LOVE：Cajon